# Institutul de Cercetări și Proiectări Electrotehnice
ICPE reprezintă o structură complexă ce acoperă o gamă largă de activități inovative, conectate prin profilul ELECTRIC.
A fost înființat în anul 1950, sub numele de Institutul de Cercetări Electrotehnice, iar în anul 1954 a fost transformat în Institutul de Cercetări și Proiectări Electrotehnice, prin unirea cu DPET.
În decembrie 2007, Autoritatea pentru Valorificarea Activelor Statului (AVAS) a vândut Asociației Salariaților ICPE București, 62,1283% din capitalul social al companiei.
Ceilalți acționari ai societății sunt SIF Muntenia cu 37,6818% și persoane fizice cu 0,1899%.
Număr de angajați în 2007: 395

## Istoric
ICPE  s-a înființat în 1950 și a fost implicat în majoritatea proiectelor naționale din domeniul electrotehnicii precum electrificarea României (transformatoare, inductivități,cabluri, siguranțe fuzibile, aparate electrice de comutație, etc.), transportul electric (locomotive, tramvaie, troleibuze, metrou, automobil electric, etc.), mașini unelte (servomotoare, traductoare, senzori, etc), surse regenerabile de energie, materiale pentru electrotehnică (conductoare, izolante, magnetice, ceramice, pulverulente), industria de petrol și gaze (acționări de mare putere, redresoare, invertoare, filtre, compensatoare, etc), industria cimentului (acționări cuptoare rotative, filtre electrostatice, siguranțe fuzibile, etc), circuite hibride, etc.
În anul 1992, din ICPE s-au desprins 8 societăți comerciale și anume: ICPE-ACTEL; ICPE-SAERP, ICPE-ELECTROSTATICA; ICPE-ECOENERG; ICPE-Mașini Electrice; ICPE-ELECTROCOND TECHNOLOGIES; ICPE-TRAFIL Iași și Eurotest.
În anul 2000 ia ființă, prin desprinderea din ICPE, societatea comercială ICPE Bistrița.
Un an mai târziu, în 2001, tot prin desprinderea din ICPE, se înființează Institutul Național INCDIE ICPE-Cercetări Avansate.
În anul 2004, ICPE a dobândit statut de instituție de interes strategic.

## Personalități
Au condus institutul:
| Director                        | Perioada               |
| ------------------------------- | ---------------------- |
| prof. Alexandru Nicolau         | 1950-1955              |
| prof. Roman Stere               | 1955-1960              |
| prof. Gheorghe Hortopan         | 1960-1964              |
| prof. Dumitru Felician Lăzăroiu | 1964-1969              |
| prof. Florin Teodor Tănăsescu   | 1969-1985 și 1987-1991 |
| dr. Cristian Bârcă              | 1985-1987              |
| ing. Ioan Boconcios             | 1991-1992              |
| prof. Nicolae Vasile            | 1992-2005              |
| dr. Virgil Racicovschi          | Din 2005               |